# Gyémántkor
A Gyémántkor (The Diamond Age) egy 1995-ben megjelent poszt-cyberpunk regény Neal Stephenson tollából. A regény egy fejlődéstörténetet mesél el, és egy olyan jövőben játszódik, melyet teljesen átalakított a nanotechnológia. A könyv az oktatás, az etnikumok, a mesterséges intelligencia és a kasztrendszer témáját járja körül. A Gyémántkor elnyerte a Hugo- és a Locus-díjat 1996-ban, de jelölték még Nebula-díjra és több egyéb kitüntetésre is. A SyFy Channel 2009-ben bejelentette, hogy készít egy minisorozatot a regényből, de a munkálatokról egy ideje nem szivárogtattak ki adatot.
Magyarul két kötetre választva jelent meg Juhász Viktor és Maleczki B. Miklós fordításában, 2011-ben a Galaktika Fantasztikus Könyvek-sorozat tagjaként.

## Cselekmény
|  | Alább a cselekmény részletei következnek! |

A történet legfőbb szereplője Nell, egy théta (a társadalom legalsó munkásosztályába tartozó egyén), aki nyomorúságos körülmények között él bátyjával, Harvval és Tequilával, a kétes erkölcsű édesanyjával, a mesterséges gyémántból épített Új Csuszan szigetén. Négy éves korában a bátyja szerez neki egy eszközt, Az ifjú hölgy illusztrált olvasókönyvét. Az interaktív könyv elmeséli neki Nell hercegnő történetét. A könyv elsődlegesen arisztokrata gyermekeknek készült, ezért Nell úri nevelést kap tőle. Szókincse, gondolkodásmódja és szokásai is kifinomultabbá vállnak. A könyv segítségével Nell eljut a neo-viktoriánus Új Atlantiszba, hogy ott befogadhassa őt az elitréteg.
A történet másik főszereplője az olvasókönyv feltalálója, John Percival Hackworth, aki Nellel ellentétben egyre inkább a társadalmi ranglétra mélyebb rétegeibe zuhan. Saját lánya, Fiona számára is készít egy illegális másolatot a könyvből, de a találmányának hamar híre megy. Több személynek is az lesz az érdeke, hogy megkaparintsa a feltalálót.

### Mese a mesében
A Gyémántkor egyik egyedi, és legtöbbet méltatott vonása a „mese a mesében” szerkezet. Nell jellemfejlődésének színtere a mesekönyv által leírt, virtuális világ, ami egy sztereotip népmesetörténeten vezeti végig az olvasót. A történet főszereplője Nell hercegnő, aki azonos a valódi Nellel. Nell jelleme annak hatására fejlődik, amilyen kalandokon Nell hercegnő végigmegy. Ezek a mesebeli történetek a valósággal vonnak párhuzamot. Az elején Nell még kislány, a végére pedig az egérsereg vezetőjeként már felnőtt, érett nőként láthatjuk viszont.
Kalandjaiban valóságbéli társai kísérik. Egy ideig vele lesz Harv is, plüssállatai pedig antropomorf formában megelevenednek. Ellenfelei is a valóságbéli ellenségei közül kerülnek be a könyvbe boszorkányok, farkasok és gonosz grófok képében. Nell a könyvben olvasott történetből sajátítja el a harcművészet alapjait is.
Az ifjú hölgy illusztrált olvasókönyvén keresztül mutatja be Stephenson, hogy a technológia milyen hatással bírhat egy gyermek nevelésére. Nell a kasztrendszerből csak tanulással képes kitörni.
|  | Itt a vége a cselekmény részletezésének! |

## Szereplők
- Nell (Nellodee): a történek legfontosabb karaktere, aki a születésétől felnőttkoráig tanul Az ifjú hölgy illusztrált olvasókönyvéből.
- Harv (Harvard): Nell bátyja, aki ellopja húgának az olvasókönyvet. Sokáig a lány védelmezője marad, de miután Nell csatlakozik a neo-viktoriánusokhoz, kénytelen elhagyni őt.
- Bud: a gyermekek vér szerinti apja. Az implantátumokat használó férfit törvényszegésért végzik ki a történet elején.
- Tequila: Harv és Nell édesanyja, Bud barátnője, aki a férfi halála után több partnerrel is összeköltözik. Majdnem mindegyik élettársa bántalmazza a gyerekeket.
- John Percival Hackworth: a regény második főszereplője, aki feltalálja Az ifjú hölgy illusztrált olvasókönyvét. Miután kiderül, hogy illegálisan készített egy másolatot belőle a lányának, Fionának, rákényszerül, hogy kettős ügynök legyen. Tíz évet tölt el a dobolóknak nevezett nép társaságában, hogy kifejlessze azt a nanotechnikát, melyet magnak nevez el.
- Fiona Hackworth: John lánya, aki egy illegális másolatot kap az olvasókönyvből. Nell, Elizabeth és ő hárman barátnők lesznek. Fiona az olvasókönyv segítségével tudja az apjával tartani a kapcsolatot.
- Gwendolyn Hackworth: John felesége és Fiona anyja, aki azután válik el férjétől, miután az csatlakozik a dobolókhoz.
- Lord Alexander Chung-Sik Finkle-McGraw: Neo-viktoriánus nemes, aki megrendeli az olvasókönyvet Hackworth-től unokája, Elizabeth részére.
- Elizabeth Finkle-McGraw: Lord Finkle-McGraw unokája, aki együtt nevelkedik Fionával és Nellel. Később a neo-viktoriánusok ellen fordul, és csatlakozik a CryptNet nevű terrorista szervezethez.
- Fang bíró (Judge Fang): A konfuciánus kínai bíró ítéli halálra Nell apját a történet elején. Ő leplezi le Hackworth-t, és hagyja, hogy az olvasókönyv Nellnél maradjon.
- Csang és Miss Pao: Fang bíró asszisztensei.
- Dr. X: egy rejtélyes szereplő, aki a tiltott tudományok szakértője. Szeretne konfuciánus vezér lenni. Azért hívja magát X-nek, mert sokan nem bírják kiejteni a nevét.
- Miranda: Nell mesekönyvének raktívszínésze (interaktív filmszínész), aki anyafigurájává válik a lánynak.
- Carl Hollywood: Miranda főnöke és barátja, maga is raktívszínész. A történet végén válik igazán fontos szereplővé.

## Behatások

### Charles Dickens
A regény stílusában több motívum is emlékeztet Charles Dickens munkáira. Az Ódon ritkaságok boltjának főszereplőjét is Nellnek hívják, valamint a fejezetek címadási módja is hasonlóságot mutat Dickens művével. 

### Óz, a csodák csodája
Mikor Nell Prérifarkas várában tartózkodik, egy Varázsló 2.0 nevű géppel találja szemben magát, melyről utólagosan kiderül, hogy valójában egy személy rejtőzött az álcája mögé, méghozzá maga Prérifarkas.

### Ti bíró esetei
Fang bíró karakterét Robert van Gulik Ti bírója ihlette. A konfuciánus, ókori Kínában tevékenykedő nyomozó figurája már a modern detektív történetek főhőseire hasonlít.

### Cyberpunkéssteampunk
Stephenson regénye mindkét zsáner elemeit tartalmazza. Az alternatív viktoriánus korszak a léghajóival és a korabeli stílusjegyeivel a steampunkot festi meg, míg a technológiai fejlettség, a virtuális valóság és a disztópikus társadalom inkább a cyberpunkba sorolja be. A Bud nevű szereplő – aki egy tipikus cyberpunk karakter – halálával nyer értelmet a könyvre a poszt-cyberpunk elnevezés, és ez volt az egyik első regény, mely megkapta ezt a besorolást. Szokták még „neo-viktoriánus poszt-cyberpunk”-ként is emlegetni. 

### Snow Crash
Az író korábbi regényére többször is utalnak a történetben. Miss Mathesonnak, az idős neo-viktoriánusnak jut eszébe, hogy régen gördeszkával száguldott stringerként. Ez egy utalás Y.T.-ra, aki a Snow Crash egyik főszereplője volt. A Gyémántkor világában is szerepelnek FAKÁJ-ok (Franchise Alapú Kvázi Állami Jogalanyok), bár nagy szerep nem jut nekik, csak egy említés erejéig szerepelnek. Habár a Gyémántkor különálló regény, mégis a Snow Crash távoli – úgy száz évvel később játszódó – folytatásának tekinthető.

## Tervezett filmfeldolgozás
A SyFy Channel 2007-ben említette meg először, hogy hatórás minisorozatot készít a regényből. A Variety magazin 2009 júniusában azt írta, hogy Zoë Green lett megbízva a forgatókönyv megírásával George Clooney és Grant Heslov producerek jóvoltából. Azonban 2011 óta csönd honol a projekt háza táján. Az elmúlt években semmilyen hír nem érkezett a sorozat munkálataival kapcsolatban.

## Magyarul
- Gyémántkor, 1-2.; ford. Juhász Viktor, Maleczki B. Miklós; Metropolis Media, Bp., 2011 (Galaktika fantasztikus könyvek)